# Alice Rwema
Alice Rwema, là một luật sư và công chức ở Rwanda, kể từ tháng 8 năm 2014, đã giữ chức Phó chủ tịch của hội đồng quản trị tại Rwanda Energy Group (REG), một công ty phụ trách sản xuất, mua sắm, phân phối và xuất khẩu năng lượng. Có hiệu lực từ tháng 5 năm 2017, bà cũng là Thư ký của công ty REG.

## Hoàn cảnh và giáo dục
bà theo học tại Đại học Quốc gia Rwanda, nơi bà tốt nghiệp với bằng Cử nhân Luật năm 2009. Sau đó, vào năm 2014, bà tốt nghiệp Thạc sĩ Luật, chuyên ngành kinh doanh quốc tế, luật thuế và thương mại, từ Đại học Rwanda. Năm 2013, bà được biệt phái vào công ty luật đa quốc gia của Ashurst LLP, nơi bà đã dành ba tháng, được tài trợ bởi International Lawyer for Africa Lưu trữ ngày 14 tháng 7 năm 2019 tại Wayback Machine (ILFA), một chương trình đào tạo quốc tế có trụ sở tại Vương quốc Anh cho các luật sư châu Phi.

## Sự nghiệp
Alice Rwema từng làm cố vấn pháp lý cho Bộ Cơ sở hạ tầng Rwanda (Mininfra), từ tháng 5 năm 2009 đến 2013. Từ năm 2013 đến tháng 4 năm 2017, bà là cố vấn giao dịch cho Bộ trưởng Nhà nước chịu trách nhiệm về Năng lượng và Nước trong Bộ, hiện là Germaine Kamayirese.
Vào tháng 8 năm 2014, bà được bổ nhiệm làm Phó chủ tịch của Rwanda Energy Group Limited, một công ty cổ phần của công ty TNHH Lưu trữ ngày 7 tháng 7 năm 2019 tại Wayback Machine Năng lượng Lưu trữ ngày 3 tháng 7 năm 2019 tại Wayback Machine và công ty Phát triển Năng lượng Lưu trữ ngày 3 tháng 7 năm 2019 tại Wayback Machine thuộc sở hữu của chính phủ. Kể từ tháng 5 năm 2017, bà là Thư ký công ty của Tập đoàn Năng lượng Rwanda. Trước đây bà từng là thành viên Hội đồng quản trị của Cơ quan vệ sinh và nước sạch năng lượng.

## Những ý kiến khác
Do có chuyên môn về hợp đồng và luật kinh doanh, bà đã từng là Cố vấn pháp lý cho chính phủ Rwanda trong quá trình mua sắm của một nhà thầu xây dựng sân bay quốc tế Bugesera, hiện đang được xây dựng. bà cũng đóng vai trò là "Người đóng góp" cho các chỉ số điều tiết cho năng lượng bền vững (RISE), một tổ chức trực thuộc Ngân hàng Thế giới, đóng vai trò là tài liệu tham khảo cho phát triển năng lượng bền vững trên phạm vi quốc tế. Alice Rwemba thông thạo tiếng Kinyarwanda, tiếng Swords, tiếng Anh và tiếng Pháp.